# LOTTE クレイジーガム放送局 presents 支配人 指原莉乃とHKT48 甘噛みフライデー
『LOTTE クレイジーガム放送局 presents 支配人 指原莉乃とHKT48 甘噛みフライデー』（ロッテ クレイジーガムほうそうきょく プレゼンツ しはいにん さしはらりのとエイチケーティーフォーティーエイト あまがみフライデー）は、TOKYO FMで2014年1月17日から3月28日まで放送されたラジオ番組。HKT48の冠番組であり、週替わりでHKT48のメンバー3人が出演する。番組公式サイトなどにおける略称は『甘噛みフライデー』。

## 出演者
| 2014年 | 2014年                     | 2014年                       | 2014年                                                           | 2014年                       |
| 月     | 1週目                      | 2週目                        | 3週目                                                            | 4週目                        |
| ------ | -------------------------- | ---------------------------- | ---------------------------------------------------------------- | ---------------------------- |
| 1月    | -                          | 17日：第1回                  | 24日：第2回                                                      | 31日：第3回                  |
| 1月    | -                          | 指原莉乃 田中菜津美 下野由貴 | 指原莉乃 若田部遥 村重杏奈                                       | 松岡菜摘 渕上舞 田中美久     |
| 2月    | 7日：第4回                 | 14日：第5回                  | 21日：第6回                                                      | 28日：第7回                  |
| 2月    | 本村碧唯 秋吉優花 矢吹奈子 | 村重杏奈 穴井千尋 本村碧唯   | 指原莉乃 穴井千尋 松岡菜摘 村重杏奈 本村碧唯 中西智代梨          | 渕上舞 田中菜津美 兒玉遥     |
| 3月    | 7日：第8回                 | 14日：第9回                  | 21日：第10回                                                     | 28日：第11回                 |
| 3月    | 若田部遥 植木奈央 穴井千尋 | 後藤泉 森保まどか 秋吉優花   | 指原莉乃 下野由貴 岡田栞奈 谷真理佳 森保まどか 田島芽瑠 山本茉央 | 指原莉乃 森保まどか 田島芽瑠 |

## 特別番組
- サンデースペシャル (2014年1月19日 19:00 - 19:55)
  - 55分間の拡大スペシャルとして放送。指原莉乃、熊沢世莉奈、植木南央、田島芽瑠、朝長美桜が出演。